# Kkakdugi
Kkakdugi (hangul: 깍두기) là một dạng kimchi. Thông thường, nguyên liệu làm kkakdugi cũng giống nguyên liệu làm kimchi, chỉ khác ở chỗ cải thảo (tiếng Triều Tiên gọi là baechu, 배추) trong kim chi được thay bằng củ cải (mu, 무). Kkakdugi là một món banchan (món ăn kèm) được người Triều Tiên và những người nước khác ưa thích.